# 공주 선화당
공주 선화당은 조선시대 충청도 관찰사가 업무를 처리하던 곳으로, 현재 대한민국 공주시 웅진동 3-1에 옮겨져 있다. 1980년 12월 29일 충청남도의 유형문화재 제92호로 지정되었다.
1602년 충청도의 감영이 충주에서 공주로 옮겨졌다. 이때 선화당은 제민천변에 있었는데, 18세기 초 봉황동 공주사범대학 부속 고등학교로 옮겨졌다. 1937년, 옛 공주국립박물관이 있었고, 현재 충청남도 역사문화관이 있는 국거리 고개 정상부근으로 옮겨졌다. 1992년 공주 국립박물관이 이전함에 따라 웅진동으로 옮겨져 복원되었다.

## 개요
현재 건물은 정면 8칸, 측면 4칸, 전체 32칸(8x4)의 평면으로 이루어져 있는데, 원래 건물이 전체 35칸이었던 것이 일제강점기 때 내부 구조가 변경되고 1932년에 현재의 국립공주박물관 부지로 이전되면서 건물 뒤쪽(정면에서 볼 때 좌측)의 3칸이 축소되었다.
임금의 덕을 드러내어 널리 떨치고 백성을 교화하는 건물임을 뜻하는 '선화당(宣化堂)'이라는 현판을 앞면 중앙에 달았다. 조선중기의 수법이 남아있는 조선후기 관아 건축으로 웅장한 모습을 보여주고 있다.
선화당은 각 도의 관찰사가 정무를 보던 곳으로 고을의 동헌에 해당한다. 공주는 충청도 4목(공주목, 충주목, 홍주목, 청주목)의 하나로 감영청은 원래 태조 4년(1395)에 충주에 설치되었으나 선조 35년(1602)에 충주에서 공주로 옮겨와 충청도4목 15군 35현을 관장하는 지방행정의 중심지가 되었다.
관찰사의 행정청이었던 선화당은 순조 33년(1833)에 건축된 건물인데 원래 공주사대부고의 부지(충청감영 터)내에 있었던 것을 후에 국립공주박물관(당시 공주박물관)으로 옮겨 진열관으로 이용하다가 1988년 해체하여 현재의 국립공주박물관 옆 부지에 복원하였다.

## 같이 보기
- 선화당
- 감영

## 참고 자료
- 선화당 - 국가유산청 국가유산포털